# Fulufjellet-Nationalpark
Der Fulufjellet-Nationalpark ist ein Nationalpark in der norwegischen Provinz Innlandet auf dem Gebiet der Kommune Trysil. Das Fulufjellmassiv ist ein Plateauberg, der zu Norwegen und Schweden gehört. Der Park wurde am 27. April 2012 als 42. Nationalparks Norwegens eröffnet. Er umfasst eine Fläche von 86,4 Quadratkilometern und grenzt an der Ostseite an den gleichnamigen Nationalpark in Schweden.

## Geografie, Landschaft und Geologie
Die Landschaft ist geprägt von unverwechselbaren geologischen Vorkommen aus der Quartärzeit und einem urwaldähnlichen Nadelwald mit einer großen Naturvielfalt. Das Gebiet um Storgnollen-Steinknøsen-Furuknøsen hat landschaftliche und quartärgeologische Bedeutung. Die Kombination der unterschiedlichen Topografie mit großen Höhenunterschieden, Geröll und Felsschluchten macht diese Gegend besonders interessant.

## Flora und Fauna
Das Gebirge ist zum größten Teil bedeckt mit Heidevegetation, die dominiert wird von Zwergsträuchern, Gräsern, Seggen und Binsen. Viele seltene Flechten und Pilzarten gibt es im Nationalpark. Entlang der Berghänge und auf den Gipfeln findet man Fichten- und Kiefernwälder, Bachklüfte und Geröllhalden von hohem Naturwert. Die Vegetation im Hochgebirge ist nicht sehr vielfältig und repräsentiert – sowohl im nationalen, als auch internationalen Vergleich – eine extreme artenarme Bergvegetation. Bären sind für das Gebiet charakteristisch, aber auch Wölfe, Vielfraße und Luchse sind hier beheimatet. Die Vogelwelt wird geprägt von Auerhahn, Birkhuhn, Haselhuhn und Schneehuhn.

## Verwaltung und Nutzung
Das Gebiet wird für Jagd, Fischerei und Freizeit genutzt, was in den Schutzbestimmungen geregelt ist. Die Verwaltung des Parks obliegt der lokalen Nationalparkverwaltung.